# Хайхельхайм
Хайхельхайм (нем. Heichelheim) — община в Германии, в земле Тюрингия. 
Входит в состав района Веймар. Подчиняется управлению Буттельштедт. Население составляет 314 человек (на 31 декабря 2010 года). Занимает площадь 3,53 км².
Община подразделяется на 8 сельских округов.